# Inotropie
Inotropie is een term die in de fysiologie gebruikt wordt om de contractiekracht van een spier aan te duiden. Er wordt onderscheid gemaakt tussen positief inotroop en negatief inotroop, wat staat voor respectievelijk een grotere en een lagere contractiekracht.
De inotropie hangt voornamelijk af van de beschikbaarheid van calcium in de cel. Hoe groter de calcium-beschikbaarheid, hoe groter de contractiekracht zal zijn.
Hieronder staat een niet-uitputtende lijst van factoren die de inotropie beïnvloeden.
Positief inotropen zijn:
- hyponatriëmie
- β1-receptor
- alkalose (verhoogt de gevoeligheid voor calcium)
- calciumagonisten (bijvoorbeeld isoproterenol)
- adrenaline (het bèta-adrenerge effect van adrenaline verhoogt de inotrope werking van het hart)

Negatief inotropen zijn:
- hypernatriëmie
- acetylcholine
- acidose
- calciumantagonisten (bijvoorbeeld verapamil)